# José Luis Torres
José Luis Torres (San Miguel de Tucumán, 21 de gener de 1901 - 2 de maig de 1965) va ser un periodista, nacionalista i escriptor argentí, conegut per haver batejat amb el nom de «Dècada infame» (període que en una expressió més neutral va ser anomenat «Restauració neoconservadora»), al lapse transcorregut a l'Argentina entre 1930 i 1943, traient a la llum els actes de corrupció realitzats durant el mateix.
Va escriure set llibres: Algunas maneras de vender la patria (Algunes maneres de vendre la pàtria, 1940), Los perduellis (Els perduellis, 1943), La Década Infame (La Dècada Infame, 1945), La Patria y su destino (La Pàtria i el seu destí, 1947), Seis años después (Sis anys després, 1949), Nos acechan desde Bolivia (Ens aguaiten des de Bolívia, 1952) i La Oligarquía Maléfica (La Oligarquia Malèfica, 1953).
Torres va adherir-se al nacionalisme i va dedicar gran part de la seva obra a investigar i treure a la llum les maniobres de governs i empreses, moltes vegades delictives, en perjudici dels interessos públics, sent un referent de les posicions antiimperialistes. Va ser Torres qui va batejar el període de la història de l'Argentina comprès entre 1930 i 1943 amb el nom de «Dècada infame», caracteritzat no només per la recurrència habitual al frau electoral per garantir el triomf dels candidats de la Concordancia i la generalització dels casos de corrupció i la marcada submissió d'aquests governs a Londres.
Torres va denunciar tots els negociats de l'època. A més, va emprendre una investigació sobre el grup Bemberg, acusant els seus líders d'evasió impositiva, monopoli, suborn i múltiples fraus a l'Estat Nacional. Les proves aportades per ell van fer que posteriorment el govern peronista, mitjançant la llei 14122, liquidés els béns i retirés la personalitat jurídica a les empreses del grup.
Després de l'enderrocament del govern de Perón el 1955, José Luis Torres patiria la persecució i el buit. Va encunyar una altra frase perdurable quan va anomenar al govern de facto sorgit de l'aldarull del 16 de setembre «Revolució Fusiladora» (Revolució afuselladora). El 1956, marxaria a l'exili a Xile, retornant a l'Argentina el 1960.